# Semur (cuisine)
Pour les articles homonymes, voir Semur.
Le semur est un ragoût de viande braisée dans une sauce épaisse et brune, que l'on retrouve couramment dans la cuisine indonésienne. L'ingrédient principal est le kecap manis (sauce soja sucrée). On trouve également des échalotes, de l'oignon, de l'ail, du gingembre, de la noix des Moluques, de la noix de muscade et des clous de girofle ; parfois, du poivre noir, de la coriandre, du cumin et de la cannelle peuvent être ajoutés. La sauce soja est l'ingrédient principal dans la recette du semur. Dans ce jus sont rajoutés de la viande (principalement du bœuf), de la langue de bœuf, des pommes de terre, du tofu, des tomates, du tempeh, des œufs, du poulet ou du poisson.

## Étymologie
Le mot semur est dérivé du néerlandais, smoor, signifiant « nourriture cuite à l'étouffée avec d'autres ingrédients », généralement de la tomate et des oignons.

## Histoire et origine

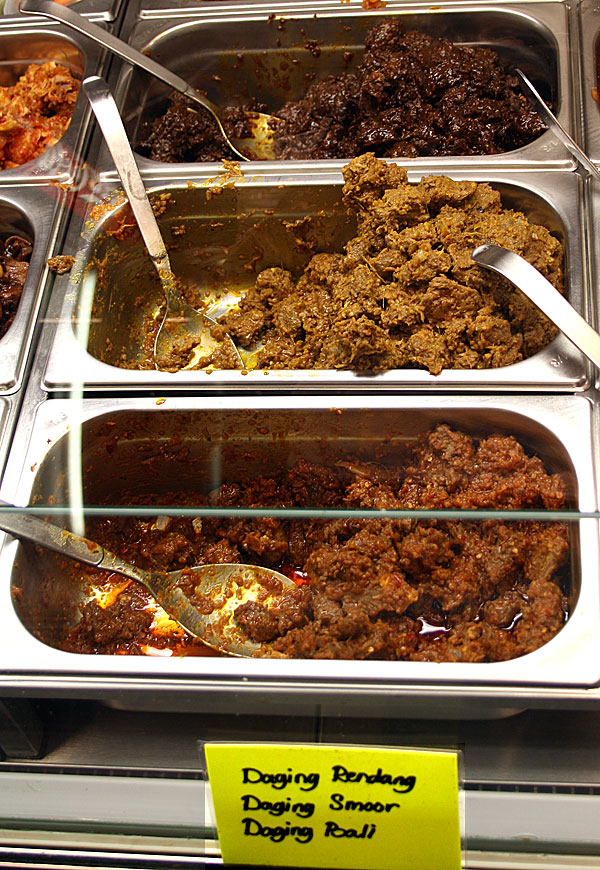
Plats indonésiens vendus aux Pays-Bas : rendang, smoor et viande à la balinaise.

## Recettes desemur
- Semur daging ou semur jawa : bœuf et pommes de terre, le plus courant.
- Semur betawi : semur des Betawi de Jakarta, bœuf, pommes de terre, œufs et épices.
- Semur ayam : ragoût de poulet, surtout présent à Java.
- Semur jengkol : avec des jengkol ; populaire à Jakarta et l'ouest de Java.
- Semur manado : semur de Manado (Sulawesi du Nord).
- Semur banjar : semur de Banjarmasin (Kalimantan du Sud).
- Semur lidah : langue de bœuf.
- Semur aceh : semur de bœuf (Aceh).
- Semur goreng samarinda : semur frit (Samarinda).
- Semur ikan purwokerto : semur de poisson (Purwokerto).
- Semur ternate : semur de Ternate, avec du vinaigre.
- Semur kelapa : semur avec du jus de noix de coco (Moluques).
- Semur terong tahu : semur d'aubergine et de tofu (Java occidental).